# Robert Kahn (compositeur)
Pour les articles homonymes, voir Kahn et Robert Kahn.
Répertoire
- Musique de chambre
- Lied

Robert August Kahn (né le 21 juillet 1865 à Mannheim et mort le 29 mai 1951 à Biddenden, dans le Kent) est un pianiste, professeur et compositeur allemand qui s’est expatrié au Royaume-Uni après l’arrivée au pouvoir des nazis.

## Biographie
Kahn est né à Mannheim dans le grand-duché de Bade. Il étudie d'abord avec Ernst Franck, Emil Paur, Vincenz Lachner à Manheim, puis au Conservatoire de Berlin (1882–1885) : la composition avec Friedrich Kiel et Woldemar Bargiel, ainsi que le piano avec Ernst Rudorff ; puis avec Rheinberger (composition) et Heinrich Schwartz (piano) à l’Akademie der Tonkunst de Munich (1885–1886). Après ses études en 1885, il se rend d'abord à Berlin, Vienne où il rencontre régulièrement Brahms (1887) et se lie avec Joseph Joachim, Hans von Bülow et Clara Schumann. Brahms lui propose de venir travailler avec lui, mais Kahn refuse l'offre par manque de confiance ou timidité. Après le service militaire, il se rend à Leipzig où il fonde et dirige l'Union chorale des dames (1890) et est chef répétiteur à l'Opéra jusqu'en 1893. 
Son Quatuor à cordes opus 8 est créé par le Quatuor Joachim et sa Sérénade pour orchestre par la Philharmonie de Berlin, sous la direction de von Bülow.
En 1894, il est nommé assistant de la classe de piano à la Hochschule für Musik de Berlin et enseigne également la théorie. Il occupe ce poste jusqu'à sa retraite en 1931. Pendant la période berlinoise, il est également actif en tant que musicien de chambre et accompagnateur de Lied au concert avec des solistes et des chanteurs de son temps, notamment de Joseph Joachim, Richard Mühlfeld, Joseph Szigeti et Adolf Busch, ainsi que de Johannes Messchaert, Ilona Durigo et Emmy Destinn. De même, jusqu'aux années 1930, les Lieder de Kahn, la musique de chambre et les œuvres chorales sont jouées régulièrement par les plus grands musiciens de l'époque.
En 1900, il épouse Catherine Hertel, petite-fille du compositeur Peter Ludwig Hertel. En 1916, il est élu à l'Académie des arts de Berlin mais les nazis le forcent à démissionner en 1934 en raison de ses origines juives. Ses œuvres sont interdites de publication en Allemagne. Parmi ses plus fameux élèves figurent les pianistes Arthur Rubinstein et Wilhelm Kempff, Carl Halir, le chef d'orchestre Ferdinand Leitner, les compositeurs Nikos Skalkottas et Günter Raphael et le violoniste Karl Klingler (de).
Après sa retraite, il passe plusieurs années à Feldberg, dans sa maison de campagne (aujourd'hui une auberge de jeunesse) pour émigrer en Angleterre en décembre 1938, âgé de 73 ans. Il s'installe d'abord à Ashton (Surrey), puis à Biddenden, petit village du Kent. C'est là qu'il écrit 1 160 morceaux pour piano, sorte de « journal en musique » (Tagebuch in Tönen) d'un émigré, tenu entre 1935 et 1949.
Il était l'un des frères du banquier Otto Kahn.

## Œuvres
Robert Kahn compose dans la veine de Schumann, Mendelssohn et Brahms, ce dernier exerçant le plus d'influence sur lui. Également grand admirateur de Max Reger, il laisse beaucoup de musique de chambre et 180 Lieder avec piano, ainsi que de la musique pour chœur. Parmi les pièces de chambre les plus notables sont sa Sonate pour violon, op. 50, ses quatuors avec piano opus 30 et 41 et son quatuor à cordes op. 60.

### Piano
- Variation pour piano en mi majeur, op. 1
- 7 Klavierstücke, op. 18 (1893)
- Phantasiestücke pour piano, op. 29 (éd. Leipzig, Leuckart 1898) (OCLC 165711266)

### Avec soliste
- 2 Pièces pour violon et piano, op. 4 (éd. Berlin, Bote & Bock) (OCLC 165711311)
- Sonate pour violon et piano no 1 en sol mineur, op. 5 (éd. Berlin, Bote & Bock c. 1886) (OCLC 165463007)
- 3 Pièces pour violoncelle et piano, op. 25
- Sonate pour violon et piano no 2 en la mineur, op. 26 (éd. Leipzig, Leuckart 1897) (OCLC 165711305)
- Tonbilder pour violon et piano, op. 36
- Sonate pour violoncelle et piano no 1, op. 37 (1903 ; éd. Berlin, Dreililien-Verlag 1903) (OCLC 165711298)
- Sonate pour violon et piano no 3, op. 50 (éd. Berlin, Bote & Bock 1907) (OCLC 165800157)
- Sonate pour violoncelle et piano no 2, op. 56 (1911)
- Suite pour violon et piano, op. 69
- Tonbilder pour alto et piano (ms. 1905)
- 2 Pièces pour violon et piano (ms.)
- Variation sur une vieille chanson (ms.)
- Diary in music no 1132, Canzonetta, pour violon et piano

### Musique de chambre
- Quatuor à cordes en la majeur, op. 8 (éd. Berlin, Bote & Bock), (1889) (OCLC 936039177)
- Quatuor avec piano no 1, op. 14 (1891 ; éd. Leipzig, Leuckart 1899) (OCLC 165711271)
- Trio avec piano, en mi majeur n° 1, op. 19 (1893 ; éd. Leipzig, Leuckart, (1893) (OCLC 165711314)
- Quatuor avec piano no 2 en la mineur, op. 30 (1899)
- Trio avec piano n° 2, op. 33 (1902)
- Trio avec piano n° 3, op. 35 (1902)
- Quatuor avec piano no 3, op. 41 (1904 ; éd. Berlin, Verlag Dreililien 1904) (OCLC 165711280)
- Trio en sol mineur, op. 45, pour piano, clarinette et violoncelle (1906 ; éd. Berlin, Schlesinger'sche Buch- & Musikhandlung c. 1906) (OCLC 608497392)
- Quintette avec piano en ut mineur, op. 54 (éd. Berlin, Bote & G. Bock 1910) (OCLC 608510605)
- Quatuor à cordes, op. 60 (1914)
- Trio avec piano en mi mineur n° 4, op. 72 (éd. Berlin et Leipzig, N. Simrock 1922) (OCLC 165711319)
- Sérénade, op. 73 en fa mineur, pour hautbois, cor et piano (éd. Berlin, N. Simrock et Boosey & Hawkes 1923) (OCLC 69700666)
- Quintette avec piano en ré majeur (1926)
- Sérénade pour trio à cordes (1932)

### Concerto
- Concerto pour piano en mi-bémol mineur, op. 74 (éd. Berlin, Boosey & Hawkes) (OCLC 725322522)

### Lieder
- Neun Lieder, op. 2 (éd. Mannheim, Sohler) (OCLC 638507683)
- Vier Lieder, op. 3 (éd. Berlin, Bote & Bock) (OCLC 165711220)
- Sieben Lieder, op. 6
  - Wenn schlanke Linden [Lilien] wandelten, op. 6 no 1, sur un poème de Gottfried Keller (éd. Berlin, Bote & Bock c. 1887)
  - Ein Obdach der Liebe, op. 6 no 5, sur un poème de Friedrich Rückert
- Fünf Gesänge, op. 12 (1890)
  - Jägerlied : op. 12 no 1, sur un poème de Mörike
  - Ständchen op. 12,2
  - Ligurisches Lied op. 12,3
- Gesänge und Lieder, op. 16 (éd. Leipzig, Leuckart) (OCLC 179985500)
- Der Gärtner, op. 16 no 1
- Ständchen, op. 16 no 4
- Lieder und Gesänge, op. 20 (éd. Leipzig, Leuckart) (OCLC 37730510)
  1. Der träumende See, sur un poème de Mosen
  2. Novemberfeier, sur un poème d'Allmers
  3. Rote Rose, sur un poème de Prutz
  4. Die Liebende schreibt, sur un poème de Goethe
  5. Auf dem See, sur un poème de Goethe
  6. Schön Hedwig: « Im Kreise der Vasallen », Ballade de Friedrich Hebbel
- 4 duos pour deux voix et piano, op. 21
  1. Waldeinsamkeit, sur un poème d'Eichendorff
  2. Im Maien zu Zweien sur un poème de W. Osterwald
  3. Zwiegespräch der Elfin, sur un poème de Robert Reinick
  4. März, sur un poème de Goethe
- 8 Lieder,, op. 22 (ed. Leipzig, Leuckart c. 1899) (OCLC 22969020)
  1. Mädchenlied
  2. Ein lied, Feuerbestattung
  3. Die Morgensonne funkelt
  4. Nachtgesang, Blätterfall
- Lieder und Gesänge, op. 23 (1896)
  - Im Sommer, op. 23,2
- 7 Gesänge, op. 27 sur des poèmes de Gerhart Hauptmann (1897 ; éd. Leipzig, Leuckart) (OCLC 165711178)
  1. Wie eine Windesharfe
  2. ’s ist ein so stiller heil'ger Tag
  3. Kreischende Möwen jagen über die schäumende See
  4. Wohin mein Blick durch Nebel sieht
  5. Purpurschimmer tränket die Rebenhügel
  6. Ein Grillenlied, Mich lockt der Duft
  7. Graue Nebel decken See und Land
- 5 Lieder, op. 31, sur un texte de Christian Morgenstern (éd. Leipzig, Leuckart 1899)
  1. Praeludium, « Singe, o singe dich Seele »
  2. Liebesbrief, Morgenstern
  3. Kleine Geschichte
  4. Leise Lieder sing ich dir bei Nacht
- 5 Liedern, op. 40 (1903)
- Liebesfrühling, cycle de 17 lieder sur des poèmes de Friedrich Rückert (éd. Leipzig, Leuckart c. 1899/1901) (OCLC 23536024)
  1. Du bist die Rose meiner Liebe
  2. Sie sprach: Erschrick nicht, sie ist dein
  3. Wie viel Lüftlein auf den Höh'n
  4. Hier, wo von kühlen Schatten
  5. Wenn die Vöglein sich gepaart
  6. Liebster! Nur dich seh'n, dich hören
  7. Hier war's, in eurer Schattennacht
  8. Scheuche doch mit deinem Pfeile
  9. Die ihr mit dem Odem linde
  10. Ich sprach: du bist nun meine Welt
  11. Wenn ich durch die Fluren schweife
  12. O süsse Mutter, ich kann nicht spinnen
  13. Sie haben mir den Liebsten ganz ermüdet
  14. Eifersüchtig, Liebchen, ich ?
  15. Sie sprach: nur aus dem Vaterland nicht reisen
  16. Da ich dich einmal gefunden
  17. Erhalte Gott, mir dies Gefühl
- Zwei Gedichte von Friedrich Schiller, op. 44 (éd. Berlin, N. Simrock et Londres, Schott 1905) (OCLC 37730587)
  1. Naenie
  2. Der Abend
- Sieben Lieder d'après « Jungbrunnen » de Paul Heyse, op. 46. Cycle pour ténor, piano, violon et violoncelle (éd. Berlin, Albert Stahl)

Nun stehn die Rosen in Blüte. Mein Herzblut geht in Sprüngen. Waldesnacht, du wunderkühle. Wie bin ich nun in kühler Nacht. Wie trag ich doch im Sinne. In der Mondnacht. Es geht ein Wehen.
- Lieder im Volkston, op. 47 (éd. Berlin, Stahl c. 1908) (OCLC 165711215)
  1. Mädchenlied (Paul Heyse)
  2. Volkslied (Anna Ritter)
  3. Wanderlied (Paul Heyse)
  4. Die Berge sind spitz (Paul Heyse)
  5. In meines Vaters Garten (Paul Heyse)
  6. Agnes (Möricke)
  7. Der Bote (Eichendorff)
  8. Wie trag ich doch im Sinne (Paul Heyse)
  9. Gebet (Möricke)
- Neun Lieder, sur des poèmes de Goethe, op. 55 (1910)
- Über den Bergen, weit zu wandern, op. 57 no 7 (éd. Berlin, Bote & Bock 1912)
- Es war der Tag : op. 61 no 1, sur un poème de Rilke
- Schnee : op. 61 no 11, sur un poème de Rosen
- Gesänge aus ernster Zeit [« Chants de temps sérieux »], op. 63 (éd. Leipzig, Friedrich Hofmeister c. 1914/16) (OCLC 37730614 et 456576852)
  1. Urlicht (altes Volkslied)
  2. Für uns ! (Reinhold)
  3. Die leuchtenden Tage (Melanie von Puttkamer)
  4. Der Ausmarsch (P. Roland)
  5. Der erste Schnee (Ludwig Thoma)
  6. Im Wetter (Gustav Falke)
- Erinnerung : op. 65 no 3 (Rilke)
- Das Haus am Wege : op. 65 no 4 (Klie)
- Abendlied, avec violon : op. 68 no 1 (Falke)
- Leuchtende Tage, 2 lieder de guerre (éd. Jena, Diederichs 1915) (OCLC 699818285)

### Lieder avec orchestre
- Prélude, op. 31 no 1 pour voix et orchestre
- Naenie, pour voix et orchestre. Manuscrit d'après l'opus 44 no 1, sur un poème de Schiller
- Song of the Parcae, pour voix et orchestre (ms. sans opus)
- Im Fruhling pour voix et orchestre (ms. sans opus)

### Voix ou chœur
- Weihgeschenk, op. 10 no 1 (éd. Leipzig, Leuckart c. 1892) (OCLC 20774673)
- 5 chants pour trois voix de femmes, chœur (ou solo) et piano, op. 17 (éd. Leipzig, Leuckart c. 1892–1895) (OCLC 638149069)
  1. Im Fliederbusch ein Vöglein sass (Robert Reinick)
  2. Im Wasser wogt die Lilie (August Graf von Platen)
  3. Brautlied : Welch' ein Scheiden ist seliger (Paul Heyse)
  4. Sag' an, o lieber Vogel mein (Friedrich Hebbel)
  5. Der Weiher : Er liegt so still im Morgenlicht (Annette von Droste-Hülsshof)
- Mahomet's Gesang, pour chœur mixte avec orchestre, op. 24 (éd. Leipzig, Leuckart 1896) (OCLC 24086802)
- Sommerabend, pour chœur mixte, soli et orchestre, op. 28 (1898)
- Festgesang, cantate op. 64 (1917)
- Befreiung, cantate op. 80 (1929)
- Empor, cantate, op. 81 (1929)
- An Alvensleben

## Discographie
- Pièces pour piano (op. 18 et 29) - Donald Runnicles, piano (1986, LP « Konzert in der Bakola » Laugwitz) (OCLC 725652567)
- Trios avec piano - Hyperion-Trio : Hagen Schwarzrock, piano ; Oliver Kipp, violon ; Katharina Troe, violoncelle (2011/2012, 2 CD CPO) (OCLC 880851914)
- Œuvres pour violon et piano - Elina Vähälä, violon ; Oliver Triendl, piano (18-19 octobre 2012, 2 CD CPO) (OCLC 958087415)
- Quatuor avec piano op. 30 ; Sérénade pour trio à cordes ; 7 Lieder - (2014, Hänssler Classic) (OCLC 844296456)
- Sonates pour violon (musique de chambre vol. 1) - Julia Bushkova, violon ; Arsentiy Kharitonov, piano (21-23 mai 2014, Toccata Classics TOCC021) (OCLC 920909643)